# Артеева, Агафья Тимофеевна
Ага́фья Тимофе́евна Арте́ева (28 марта 1918, село Мохча, Архангельская губерния — 1996, Ненецкий автономный округ) — охотник-промысловик, кавалер ордена Ленина.

## Биография
Агафья Артеева родилась в селе Мохча (ныне Ижемский район Республики Коми) в семье кочевых оленеводов — коми-ижемцев. В 1930-е годы семья переехала в посёлок Каратайка Ненецкого национального округа. С 1939 года Агафья Артеева — член колхоза им. К. Е. Ворошилова в посёлке Каратайка.
Муж Агафьи Тимофеевны, охотник, погиб с экипажем буксирного парохода «Комсомолец» в 1942 году. После этого Агафья взялась за ремесло мужа. Работа была тяжёлая, приходилось проходить по тундре на лыжах по 40—50 километров в день, выставляя капканы на зверя. Пойманную добычу Агафья Тимофеевна сдавала государству. Проработала охотником сорок пять лет — с 1942 по 1987 год.
С 1947 по 1957 год была победителем Всесоюзного социалистического соревнования охотников. Участница ВСХВ. Депутат Юшарского тундрового Совета (избрана в 1956 году).

## Награды
В 1971 году за доблестный труд награждена орденом Ленина. Награждена также медалями «За доблестный труд» и «В честь 50-летия Победы в Великой Отечественной войне».